# Halsötjärnen
Halsötjärnen är en sjö i Kalix kommun i Norrbotten och ingår i Keräsjoki-Sangisälvens kustområde.